# 大衛·諾瓦克
大衛·查爾斯·諾瓦克（英語：David Charles Novak，1952年10月30日—），美國商人、作家和慈善家。諾瓦克是David Novak Leadership的創辦人兼執行長，也是百勝餐飲集團共同創辦人之一、執行長。